# Ficus herthae
Ficus herthae är en mullbärsväxtart som beskrevs av Friedrich Ludwig Diels. Ficus herthae ingår i släktet fikonsläktet, och familjen mullbärsväxter. Inga underarter finns listade i Catalogue of Life.